# Calycomyza cynoglossi
Calycomyza cynoglossi är en tvåvingeart som beskrevs av Frick 1956. Calycomyza cynoglossi ingår i släktet Calycomyza och familjen minerarflugor.
Artens utbredningsområde är Indiana. Inga underarter finns listade i Catalogue of Life.